# Grand Hôtel de la Reine
Le Grand Hôtel de la Reine est un hôtel de charme situé 2 place Stanislas à Nancy, en France. 
Existant depuis quelque trois siècles, l'hôtel est, son histoire et sa réputation le justifiant, en passe de subir depuis février 2018 une rénovation majeure dans le but de maintenir son niveau de qualité de service.

## Histoire
Autrefois pavillon de l'Intendant Alliot, du nom de François Antoine Pierre Alliot, conseiller aulique et intendant de Stanislas.
La future reine de France, Marie-Antoinette, s'y rend en 1769 pour y écouter des poésies de Nicolas Gilbert. À titre protocolaire, le trajet de son mariage passe par Nancy le 9 mai 1770 et le pavillon Alliot où des appartements sont préparés à son intention. Ces passages inspirent le nom actuel du pavillon.
Ensuite nommé hôtel de l'Intendance au moment de l'annexion du duché de Lorraine par la France en 1766, jusqu'à la Révolution française.
Puis il hébergea l'administration départementale jusqu'en 1822 et la préfecture jusqu'à son transfert en 1824 au palais du Gouverneur situé place de la Carrière.
Il devint en 1814 la résidence de l'empereur de Russie.
Il a également abrité une école de musique avant de devenir Grand Hôtel vers 1830.
Ses façades et toitures sont classées aux monuments historiques par arrêté du 18 septembre 1929.
Le Grand Hôtel est mentionné pour la première fois vers 1830 après la transformation en hôtel de luxe, tout en conservant une bonne partie des beaux et grand volumes du pavillon de style Louis XV.
On y trouve aujourd'hui le Grand hôtel de la Reine, un hôtel de voyageurs.

## Une cinquième étoile comme objectif
Le Grand hôtel de la Reine absorbe une partie des anciens locaux de la préfecture, de novembre 2020 à janvier 2023, passera de 51 à 101 chambres et aura comme objectif une 5e étoile hôtelière.
Rénové et agrandi le Grand Hôtel de la Reine cinq étoiles proposera également des salles de séminaire, un spa, une piscine, une salle de remise en forme ainsi qu'un toit-terrasse de 300 m2 doté d'un bar. Les bâtiments historiques de l'Hôtel : Pavillon Alliot et extension XIXe siècle auxquels est adjoint l'ancien bâtiment de la préfecture des années 1970 dont la façade sera adaptée.

## Architecture

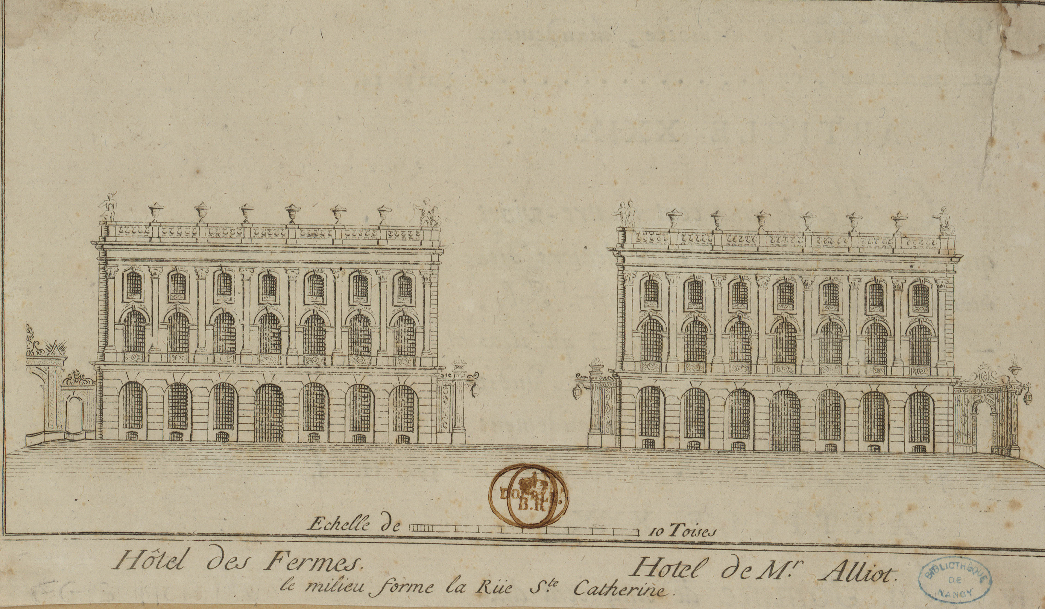
Vue de la Place Stanislas au XVIII^{e} siècle. A droite, le Pavillon Alliot, peu de temps après sa construction (gravure de Dominique Collin, v.1751-1761).

Le Grand hôtel de la Reine est constitué de trois bâtiments contigus d'époque et de style très différents : 
- un vaste pavillon de style XVIIIe siècle de 3 600 m2[6] emblématique sur la place Stanislas et ses deux rues adjacentes ;
- un immeuble du XIXe siècle attenant qui fut édifié lors de la reconversion du pavillon en hôtel ;
- l'ancien siège du conseil général (bâtiment Lyautey, 3 000 m2[6]), des années 1970, fortement modifié et modernisé pour son intégration urbaine (étagement…) autant que l'aménagement nécessaire aux spa, salles de séminaires et 60 à 80 nouvelles chambres.

### Chambres et suites
L'hôtel dispose de 26 chambres classiques, 13 chambres supérieures, 8 chambres de luxe, 2 chambres royales et 2 appartements royaux avec suites.

### Restaurant et bar
Le Louis, anciennement dirigé par Patrick Fréchin de 2011 à 2017, est dirigé par Emmanuel Demangeot.
Le XV, en référence à Louis XV, roi de France, propose tous les vendredis une soirée apéro-jazz avec musicien, chanteur et pianiste.

### Salons
L'hôtel possède deux salons royaux avec une vue donnant sur la place Stanislas.

### Salles de séminaire et de réception
L'hôtel dispose de trois salles de réception.

### Services
L'hôtel dispose de différents services :
- salon avec petit déjeuner continental à volonté
- room service
- pressing
- point de vente (Daum, Baccarat)
- parking à 20 mètres